# Craterostigma wilmsii
Craterostigma wilmsii är en tvåhjärtbladig växtart som beskrevs av Adolf Engler. Craterostigma wilmsii ingår i släktet Craterostigma och familjen Linderniaceae. Inga underarter finns listade i Catalogue of Life.